# پرواز 1288 دلتا ایر لاین
پرواز 1288 خطوط هوایی دلتا یک پرواز منظم از پنساکولا، فلوریدا به آتلانتا، جورجیا بود. در 6 ژوئیه 1996، هواپیمای مک‌دانل داگلاس ام‌دی-۸۰ که در حال پرواز بود، از باند 17 در پنساکولا در حال برخاستن بود که با یک شکست غیرقابل کنترل و فاجعه بار موتور توربین مواجه شد. علت خرابی موتور، نقص در ساخت فن تشخیص داده شد.
در این برخورد یک مسافر زن و پسرش کشته شدند و هفت مسافر دیگر مجروح شدند. خلبان پرواز را متوقف کرد و هواپیما در باند فرودگاه متوقف شد. سه مسافر دیگر نیز در جریان تخلیه اضطراری جراحات جزئی متحمل شدند. بیشتر مسافران برای تعطیلات سفر می‌کردند.